# Qualificazioni al Campionato europeo femminile di pallacanestro 2017
Le qualificazioni al FIBA EuroBasket Women 2017 si sono svolte dal 21 novembre 2015 al 26 novembre 2016.

## Sorteggio
Il sorteggio per la composizione dei nove gironi ― 6 da 4 squadre e 3 da 3 squadre ― si è tenuto il 4 luglio 2014 a Monaco di Baviera. Le 33 squadre partecipanti sono state raggruppate in 4 fasce, in base ai risultati ottenuti nelle precedenti edizioni della competizione. Le squadre evidenziate in grassetto si sono qualificate per la fase finale del campionato europeo.
| 1ª fascia   | 2ª fascia | 3ª fascia     | 4ª fascia            |
| ----------- | --------- | ------------- | -------------------- |
| Serbia      | Grecia    | Gran Bretagna | Paesi Bassi          |
| Francia     | Croazia   | Belgio        | Lussemburgo          |
| Spagna      | Lettonia  | Slovenia      | Svizzera             |
| Bielorussia | Svezia    | Portogallo    | Bosnia ed Erzegovina |
| Turchia     | Italia    | Bulgaria      | Albania              |
| Russia      | Ucraina   | Israele       | Islanda              |
| Montenegro  | Ungheria  | Germania      |                      |
| Lituania    | Polonia   | Estonia       |                      |
| Slovacchia  | Romania   | Finlandia     |                      |

## Gruppi
Le vincenti dei nove gruppi e le sei migliori seconde si qualificano alla fase finale del campionato europeo. Per determinare le squadre piazzate, vengono scartati i risultati contro le ultime classificate nei raggruppamenti da quattro.

### Gruppo A

#### Classifica
| Pos. | Squadra  | Pt | G | V | P | PF  | PS  | DP  |
| ---- | -------- | -- | - | - | - | --- | --- | --- |
| 1.   | Slovenia | 7  | 4 | 3 | 1 | 283 | 246 | +37 |
| 2.   | Lettonia | 7  | 4 | 3 | 1 | 280 | 278 | +2  |
| 3.   | Lituania | 4  | 4 | 0 | 4 | 261 | 300 | -39 |

Nota:
1. ↑  Al primo posto per la differenza canestri di +7 negli scontri diretti con la Lettonia.

#### Incontri
| Arbitri: | Jasmina Juras Anne Panther Sonia Teixeira |

|                       |          |               |
| Jēkabsone, Teilāne 15 | Punti    | 14 Nacickaitė |
| Jēkabsone 4           | Assist   | 8 Okockytė    |
| Teilāne 6             | Rimbalzi | 9 Kuktienė    |

| Arbitri: | Anne Panther Karolina Andersson Janusz Calik |

|                       |          |          |
| Šulčiūtė 16           | Punti    | 19 Erkič |
| Okockytė, Petronytė 3 | Assist   | 5 Barič  |
| Petronytė 9           | Rimbalzi | 8 Piršić |

| Arbitri: | Dragan Nešković Václav Lukeš Christoph Rohacky |

|           |          |                       |
| Piršić 13 | Punti    | 12 Šteinberga, Vītola |
| Oblak 5   | Assist   | 6 Jēkabsone           |
| Piršić 10 | Rimbalzi | 12 Teilāne            |

| Arbitri: | Marek Maliszewski Elena Chernova Rain Peerandi |

|                |          |                          |
| Petronytė 31   | Punti    | 21 Jēkabsone, Šteinberga |
| Linkevičienė 6 | Assist   | 6 Jēkabsone              |
| Petronytė 10   | Rimbalzi | 8 Jēkabsone              |

| Arbitri: | Bojan Jovanović Tamás Benczur Marko Vladic |

|                 |          |                      |
| Erkič, Oblak 16 | Punti    | 16 Okockytė          |
| Barič 7         | Assist   | 4 Okockytė, Paugaitė |
| Piršić 10       | Rimbalzi | 11 Svaryte           |

| Arbitri: | Vilius Mačiulaitis Elena Chernova Andrei Sharapa |

|                       |          |                |
| Baško 13              | Punti    | 20 Piršić      |
| Babkina 7             | Assist   | 6 Barič, Oblak |
| Šteinberga, Vītola 10 | Rimbalzi | 12 Lisec       |

### Gruppo B

#### Classifica
| Pos. | Squadra     | Pt | G | V | P | PF  | PS  | DP   |
| ---- | ----------- | -- | - | - | - | --- | --- | ---- |
| 1.   | Francia     | 12 | 6 | 6 | 0 | 463 | 321 | +142 |
| 2.   | Croazia     | 9  | 6 | 3 | 3 | 426 | 396 | +30  |
| 3.   | Paesi Bassi | 9  | 6 | 3 | 3 | 367 | 402 | -35  |
| 4.   | Estonia     | 6  | 6 | 0 | 6 | 297 | 434 | -137 |

Nota:
1. ↑  Al secondo posto per la differenza canestri di +5 negli scontri diretti con i Paesi Bassi.

#### Incontri
| Arbitri: | Ognjen Jokić Michele Rossi Antonio Zamora |

|                               |          |                           |
| Miyem 22                      | Punti    | 12 Pokk                   |
| Dumerc, Salagnac, Tanqueray 4 | Assist   | 2 Bratka, Nikolai, Piibur |
| Ciak 6                        | Rimbalzi | 6 Bratka, Pokk            |

| Arbitri: | Zafer Yılmaz Christoph Rohacky Sergii Tyslenko |

|            |          |                 |
| Butter 23  | Punti    | 19 Ciglar       |
| Halman 5   | Assist   | 7 Ciglar        |
| Treffers 6 | Rimbalzi | 7 Ivezić, Režan |

| Arbitri: | Andrei Sharapa Sigmundur Herbertsson Marko Vladic |

|            |          |                             |
| Nikolai 13 | Punti    | 21 Zellous                  |
| Püü 4      | Assist   | 2 Begić, Ciglar, Premasunac |
| Nikolai 4  | Rimbalzi | 9 Premasunac                |

| Arbitri: | Jasmina Juras Nikolaos Somos Paul Unsworth |

|                                |          |                           |
| Treffers 14                    | Punti    | 16 Miyem                  |
| Bröring, Klein, van den Adel 2 | Assist   | 3 Dumerc, Johannès, Lardy |
| Treffers 7                     | Rimbalzi | 11 Ayayi                  |

| Arbitri: | Karolina Andersson Mārtiņš Kozlovskis Jelena Smiljanić |

|            |          |                                   |
| Nikolai 17 | Punti    | 13 Treffers                       |
| Anderson 4 | Assist   | 3 Bröring, Treffers, Van den Adel |
| Nikolai 9  | Rimbalzi | 17 Treffers                       |

| Arbitri: | Milan Brziak Andrada Csender Gellért Kapitány |

|           |          |          |
| Ciglar 25 | Punti    | 15 Ayayi |
| Ciglar 6  | Assist   | 7 Dumerc |
| Režan 11  | Rimbalzi | 8 Skrela |

| Arbitri: | Anton Makhlin Gizella Györgyi Gintaras Vitkauskas |

|            |          |                 |
| Nikolai 16 | Punti    | 17 Miyem        |
| Nikolai 3  | Assist   | 5 Dumerc, Miyem |
| Nikolai 9  | Rimbalzi | 7 Filip, Miyem  |

| Arbitri: | Boris Gabara Tamás Benczur Ventsislav Velikov |

|                      |          |                    |
| Zellous 20           | Punti    | 14 Bettonvil       |
| quattro giocatrici 2 | Assist   | 1 Adams, Bettonvil |
| Režan 10             | Rimbalzi | 11 Halman          |

| Arbitri: | Elena Chernova Gellért Kapitány Goran Šljivić |

|               |          |          |
| Premasunac 13 | Punti    | 18 Püü   |
| Lelas 5       | Assist   | 5 Püü    |
| Premasunac 8  | Rimbalzi | 8 Bratka |

| Arbitri: | Francisco Araña Viola Györgyi Sonia Teixeira |

|                    |          |             |
| Miyem 14           | Punti    | 9 Ndiba     |
| Dumerc, Johannès 5 | Assist   | 3 Bröring   |
| Filip 10           | Rimbalzi | 4 Bettonvil |

| Arbitri: | Carlos Santos Anna Cardus Svetlana Stoyanova |

|                |          |                             |
| Hof 14         | Punti    | 19 Mesila-Kaarmann          |
| Bröring 8      | Assist   | 2 Kasemagi, Lilleallik, Püü |
| J. Bettonvil 9 | Rimbalzi | 6 Mesila-Kaarmann           |

| Arbitri: | Fernando Calatrava Cuevas Sonia Teixeira Simon Unsworth |

|              |          |          |
| Miyem 17     | Punti    | 13 Lelas |
| Michel 7     | Assist   | 3 Lelas  |
| Ciak, Gaye 6 | Rimbalzi | 7 Tikvić |

### Gruppo C

#### Classifica
| Pos. | Squadra       | Pt | G | V | P | PF  | PS  | DP   |
| ---- | ------------- | -- | - | - | - | --- | --- | ---- |
| 1.   | Italia        | 11 | 6 | 5 | 1 | 452 | 300 | +152 |
| 2.   | Montenegro    | 10 | 6 | 4 | 2 | 480 | 344 | +136 |
| 3.   | Gran Bretagna | 9  | 6 | 3 | 3 | 454 | 367 | +87  |
| 4.   | Albania       | 6  | 6 | 0 | 6 | 264 | 639 | -375 |

#### Incontri
| Arbitri: | Bernard Vassallo Samira Barrima Ilona Kučerová |

|                                  |          |          |
| Bestagno 17                      | Punti    | 9 Llazar |
| Sottana 8                        | Assist   |          |
| Bestagno, Nadalin, Zandalasini 7 | Rimbalzi | 4 Aliaj  |

| Arbitri: | Petar Denkovski Ivan Miličević Ciprian Stoica |

|             |          |            |
| Robinson 20 | Punti    | 20 Leedham |
| Škerović 7  | Assist   | 5 Leedham  |
| Robinson 11 | Rimbalzi | 13 Leedham |

| Arbitri: | Andris Aunkrogers Henri Hilke Özlem Yalman |

|            |          |                   |
| Handy 16   | Punti    | 27 Macchi         |
| Jones 4    | Assist   | 2 Masciadri       |
| Leedham 10 | Rimbalzi | 9 Gorini, Nadalin |

| Arbitri: | Ademir Zurapović Emin Moğulkoç Vasiliki Tsaroucha |

|                     |          |                |
| Mujović 19          | Punti    | 13 Zykaj       |
| Mujović, Škerović 5 | Assist   | 3 Aliaj        |
| Perovanović 8       | Rimbalzi | 7 Aliaj, Lalaj |

| Arbitri: | Charalampos Karakatsounis Milan Nedović Nikola Perlić |

|                 |          |                |
| Ress 12         | Punti    | 21 Perovanović |
| Dotto, Macchi 5 | Assist   | 4 Škerović     |
| Cinili 9        | Rimbalzi | 8 Dubljević    |

| Arbitri: | Rune Larsen Samira Barrima Bert van Slooten |

|                      |          |          |
| Leedham 22           | Punti    | 9 Xhanaj |
| Leedham, Vanderwal 6 | Assist   | 2 Bujari |
| Clark 17             | Rimbalzi | 7 Xhanaj |

| Arbitri: | Bernard Vassallo Igor Poljanšek Özlem Yalman |

|           |          |            |
| Bujari 13 | Punti    | 14 Sottana |
| Bujari 3  | Assist   | 6 Dotto    |
| Xhanaj 6  | Rimbalzi | 8 Bestagno |

| Arbitri: | Mehdi Difallah Andrada Csender Bert van Slooten |

|            |          |              |
| Leedham 28 | Punti    | 22 Dubljević |
| Leedham 6  | Assist   | 3 Aleksić    |
| Clark 12   | Rimbalzi | 10 Dubljević |

| Arbitri: | Aleksander Pavlov Dragan Kralj Marko Vučković |

|                  |          |                |
| Qypi 24          | Punti    | 21 Perovanović |
| Bujari 3         | Assist   | 6 Škerović     |
| Lalaj, Permeti 6 | Rimbalzi | 10 Dubljević   |

| Arbitri: | Jelena Tomić Antonis Demetriou Ernad Karović |

|           |          |            |
| Macchi 23 | Punti    | 19 Stewart |
| Macchi 5  | Assist   | 5 Leedham  |
| Ress 10   | Rimbalzi | 13 Stewart |

| Arbitri: | Yener Yılmaz Nikolaos Somos Milen Tsvetkov |

|                       |          |           |
| Dubljević 29          | Punti    | 15 Macchi |
| Škerović 5            | Assist   | 4 Dotto   |
| Dubljević, Škerović 6 | Rimbalzi | 6 Macchi  |

| Arbitri: | Özlem Yalman Mila Čavara Jelena Smiljanić |

|           |          |                     |
| Bujari 13 | Punti    | 31 Handy            |
| Xhanaj 4  | Assist   | 10 Collins          |
| Xhanaj 11 | Rimbalzi | 10 Handy, Wilkinson |

### Gruppo D

#### Classifica
| Pos. | Squadra     | Pt | G | V | P | PF  | PS  | DP   |
| ---- | ----------- | -- | - | - | - | --- | --- | ---- |
| 1.   | Ucraina     | 10 | 6 | 6 | 0 | 492 | 372 | +120 |
| 2.   | Serbia      | 8  | 6 | 4 | 2 | 540 | 378 | +162 |
| 3.   | Germania    | 6  | 6 | 2 | 4 | 422 | 419 | +3   |
| 4.   | Lussemburgo | 6  | 6 | 0 | 6 | 269 | 554 | -285 |

#### Incontri
| Arbitri: | Alakbar Hasanov Michał Proc Svetlana Stoyanova |

|                 |          |            |
| Dorohobuzova 20 | Punti    | 10 Mossong |
| Dubrovina 6     | Assist   | 3 Hetting  |
| Dorohobuzova 8  | Rimbalzi | 10 Orban   |

| Arbitri: | Manuel Mazzoni Mehdi Difallah Martin Horozov |

|                       |          |               |
| Milovanović 24        | Punti    | 16 Greinacher |
| A. Dabović, Radočaj 6 | Assist   | 4 Bär         |
| Page 5                | Rimbalzi | 9 Fikiel      |

| Arbitri: | Vilius Mačiulaitis Vincent Delestrée Ilona Kučerová |

|                            |          |                                 |
| Bär, Greinacher, Mersch 10 | Punti    | 22 Jahupova                     |
| Bär, Mersch 3              | Assist   | 5 Dubrovina                     |
| Fikiel, Greinacher 8       | Rimbalzi | 7 Jahupova, Malašenko, Zarytska |

| Arbitri: | Carole Delauné Adalsteinn Hjartarson Bernard Vassallo |

|                               |          |                     |
| Hetting, Meynadier, Mossong 7 | Punti    | 28 Petrović         |
| Mossong 3                     | Assist   | 4 Mandić, Petrović  |
| Orban 5                       | Rimbalzi | 6 Čađo, Milovanović |

| Arbitri: | Janusz Calik Mindaugas Večerskis Zafer Yılmaz |

|                |          |                        |
| Jahupova 31    | Punti    | 16 Milovanović         |
| Dubrovina 8    | Assist   | 5 A. Dabović           |
| Dorohobuzova 7 | Rimbalzi | 5 Butulija, M. Dabović |

| Arbitri: | Jonas Bille Milan Adamović Kate Webb |

|                                   |          |                      |
| Skuballa 14                       | Punti    | 13 Schmit            |
| Brunckhorst, Dzirma, Greinacher 3 | Assist   | 2 Geniets            |
| Fikiel, Skuballa 7                | Rimbalzi | 3 Diederich, Hetting |

| Arbitri: | Adalsteinn Hjartarson Samira Barrima Anthonie Sinterniklaas |

|               |          |              |
| Hetting 18    | Punti    | 18 Jahupova  |
| Jablonowski 3 | Assist   | 5 Jahupova   |
| Jablonowski 7 | Rimbalzi | 7 Khomenchuk |

| Arbitri: | Mathieu Hosselet Michał Proc Artūras Šukys |

|              |          |               |
| Skuballa 15  | Punti    | 21 A. Dabović |
| Greinacher 4 | Assist   | 7 Milovanović |
| Greinacher 8 | Rimbalzi | 11 Page       |

| Arbitri: | Andrada Csender Alakbar Hasanov Charalampos Karakatsounis |

|                        |          |                |
| Jahupova, Malašenko 19 | Punti    | 17 Brunckhorst |
| Dubrovina 8            | Assist   | 3 Brodersen    |
| Malašenko 10           | Rimbalzi | 12 Fikiel      |

| Arbitri: | Özlem Yalman Gordon Barbara Erion Hoxhaj |

|               |          |            |
| M. Dabović 14 | Punti    | 18 Mossong |
| M. Dabović 5  | Assist   | 6 Schmit   |
| Crvendakić 11 | Rimbalzi | 7 Mossong  |

| Arbitri: | Andris Aunkrogers Tanel Suslov Vasiliki Tsaroucha |

|                         |          |                 |
| Petrović 24             | Punti    | 22 Jahupova     |
| A. Dabović, Jovanović 5 | Assist   | 7 Jahupova      |
| Ajduković 10            | Rimbalzi | 10 Dorohobuzova |

| Arbitri: | Bert van Slooten Samira Barrima Mariann Miklosik |

|                 |          |               |
| Schmit 14       | Punti    | 25 Greinacher |
| Orban, Schmit 2 | Assist   | 5 Hebecker    |
| Orban 7         | Rimbalzi | 7 Fikiel      |

### Gruppo E

#### Classifica
| Pos. | Squadra    | Pt | G | V | P | PF  | PS  | DP  |
| ---- | ---------- | -- | - | - | - | --- | --- | --- |
| 1.   | Ungheria   | 11 | 6 | 5 | 1 | 417 | 344 | +73 |
| 2.   | Slovacchia | 10 | 6 | 4 | 2 | 391 | 305 | +86 |
| 3.   | Islanda    | 8  | 6 | 2 | 4 | 353 | 429 | -76 |
| 4.   | Portogallo | 7  | 6 | 1 | 5 | 293 | 376 | -83 |

#### Incontri
| Poprad 21 novembre 2015, ore 19:00 UTC+1 1ª giornata | Slovacchia | 56 – 43 (18–6, 10–9, 10–13, 18–15) referto | Portogallo | Arena Poprad (1.920 spett.) |

| Miskolc 21 novembre 2015, ore 20:15 UTC+1 1ª giornata | Ungheria | 75 – 50 (15–14, 26–11, 15–11, 16–14) referto | Islanda | Generali Arena (1.000 spett.) |

| Reykjavík 25 novembre 2015, ore 19:30 UTC+0 2ª giornata | Islanda | 55 – 72 (11–19, 22–21, 10–12, 12–20) referto | Slovacchia | Laugardalshöll (1.178 spett.) |

| Ílhavo 25 novembre 2015, ore 20:00 UTC+0 2ª giornata | Portogallo | 50 – 67 (11–14, 16–14, 7–23, 16–16) referto | Ungheria | Pavilhão Municipal Capitão Adriano Nordeste (1.500 spett.) |

| Ílhavo 20 febbraio 2016, ore 18:30 UTC+0 3ª giornata | Portogallo | 68 – 56 (11–14, 18–11, 14–9, 25–22) referto | Islanda | Pavilhão Municipal Capitão Adriano Nordeste (1.000 spett.) |

| Pécs 20 febbraio 2016, ore 19:30 UTC+1 3ª giornata | Ungheria | 65 – 64 (17–13, 9–11, 9–12, 30–28) referto | Slovacchia | Lauber Dezső Sports Hall (2.200 spett.) |

| Reykjavík 24 febbraio 2016, ore 19:30 UTC+0 4ª giornata | Islanda | 87 – 77 (22–15, 24–20, 22–21, 19–21) referto | Ungheria | Laugardalshöll (1.100 spett.) |

| Ílhavo 24 febbraio 2016, ore 20:30 UTC+0 4ª giornata | Portogallo | 34 – 64 (9–24, 6–12, 6–19, 13–9) referto | Slovacchia | Pavilhão Municipal Capitão Adriano Nordeste (2.500 spett.) |

| Piešťany 19 novembre 2016, ore 18:00 UTC+1 5ª giornata | Slovacchia | 86 – 40 (26–6, 15–12, 25–12, 20–10) referto | Islanda | Diplomat Aréna (900 spett.) |

| Pécs 19 novembre 2016, ore 20:00 UTC+1 5ª giornata | Ungheria | 68 – 44 (22–13, 17–12, 16–11, 13–8) referto | Portogallo | Lauber Dezső Sports Hall (1.800 spett.) |

| Piešťany 23 novembre 2016, ore 18:00 UTC+1 6ª giornata | Slovacchia | 49 – 68 (9–18, 10–16, 18–17, 12–17) referto | Ungheria | Diplomat Aréna (900 spett.) |

| Reykjavík 23 novembre 2016, ore 19:30 UTC+0 6ª giornata | Islanda | 65 – 54 (6–14, 25–15, 18–14, 16–11) referto | Portogallo | Laugardalshöll (903 spett.) |

### Gruppo F

#### Classifica
| Pos. | Squadra  | Pt | G | V | P | PF  | PS  | DP   |
| ---- | -------- | -- | - | - | - | --- | --- | ---- |
| 1.   | Russia   | 12 | 6 | 6 | 0 | 433 | 312 | +121 |
| 2.   | Grecia   | 10 | 6 | 4 | 2 | 439 | 325 | +114 |
| 3.   | Bulgaria | 8  | 6 | 2 | 4 | 342 | 420 | -78  |
| 4.   | Svizzera | 6  | 6 | 0 | 6 | 291 | 448 | -157 |

#### Incontri
| Ekaterinburg 21 novembre 2015, ore 14:00 UTC+5 1ª giornata | Russia | 72 – 38 (19–8, 19–6, 17–17, 17–8) referto | Bulgaria | DIVS Sport Hall (4.000 spett.) |

| Calcide 21 novembre 2015, ore 17:00 UTC+2 1ª giornata | Grecia | 83 – 46 (31–17, 14–11, 16–9, 22–9) referto | Svizzera | Tasos Kampouris Hall (3.000 spett.) |

| Ruse 25 novembre 2015, ore 18:00 UTC+2 2ª giornata | Bulgaria | 40 – 74 (11–19, 10–23, 10–15, 9–17) referto | Grecia | Bulstrad Arena (2.000 spett.) |

| Friburgo 25 novembre 2015, ore 20:00 UTC+1 2ª giornata | Svizzera | 48 – 86 (15–14, 9–27, 6–25, 18–20) referto | Russia | Site Sportif Saint-Leonard (250 spett.) |

| Calcide 20 febbraio 2016, ore 17:00 UTC+2 3ª giornata | Grecia | 66 – 67 (11–15, 21–16, 21–20, 13–16) referto | Russia | Tasos Kambouris Hall (2.000 spett.) |

| Ruse 20 febbraio 2016, ore 18:00 UTC+2 3ª giornata | Bulgaria | 74 – 55 (20–9, 15–9, 15–12, 24–25) referto | Svizzera | Bulstrad Arena (1.000 spett.) |

| Ruse 24 febbraio 2016, ore 18:00 UTC+2 4ª giornata | Bulgaria | 50 – 76 (12–18, 13–17, 16–21, 9–20) referto | Russia | Bulstrad Arena (1.000 spett.) |

| Friburgo 24 febbraio 2016, ore 20:00 UTC+1 4ª giornata | Svizzera | 38 – 68 (6–17, 15–20, 7–13, 10-18) referto | Grecia | Site Sportif Saint-Leonard (200 spett.) |

| Calcide 19 novembre 2016, ore 16:00 UTC+2 5ª giornata | Grecia | 95 – 67 (21–19, 28–16, 20–19, 26–13) referto | Bulgaria | Tasos Kampouris Hall (1.000 spett.) |

| Kursk 19 novembre 2016, ore 18:00 UTC+3 5ª giornata | Russia | 65 – 56 (13–9, 21–9, 20–20, 11–18) referto | Svizzera | Sport and Concert Complex (3.500 spett.) |

| Kursk 23 novembre 2016, ore 19:00 UTC+3 6ª giornata | Russia | 67 – 53 (13–8, 29–9, 20–22, 5–14) referto | Grecia | Sport and Concert Complex (3.500 spett.) |

| Friburgo 23 novembre 2016, ore 20:00 UTC+1 6ª giornata | Svizzera | 48 – 72 (18–16, 11–15, 11–23, 8–18) referto | Bulgaria | Site Sportif Saint-Leonard (200 spett.) |

### Gruppo G

#### Classifica
| Pos. | Squadra     | Pt | G | V | P | PF  | PS  | DP  |
| ---- | ----------- | -- | - | - | - | --- | --- | --- |
| 1.   | Belgio      | 7  | 4 | 3 | 1 | 315 | 261 | +54 |
| 2.   | Bielorussia | 6  | 4 | 2 | 2 | 272 | 265 | +7  |
| 3.   | Polonia     | 5  | 4 | 1 | 3 | 251 | 312 | -61 |

#### Incontri
| Wałbrzych 21 novembre 2015, ore 18:00 UTC+1 1ª giornata | Polonia | 65 – 56 (9–20, 21–22, 16–13, 19–1) referto | Bielorussia | Hala Widowiskowo-Sportowa Aqua Zdrój (1.500 spett.) |

| Minsk 25 novembre 2015, ore 18:30 UTC+3 2ª giornata | Bielorussia | 76 – 71 (26–22, 12–14, 23–16, 15–19) referto | Belgio | Minsk Sports Palace (3.200 spett.) |

| Namur 20 febbraio 2016, ore 20:00 UTC+1 3ª giornata | Belgio | 100 – 63 (18–16, 27–12, 25–15, 30–20) referto | Polonia | Hall Octave Henry (1.200 spett.) |

| Minsk 24 febbraio 2016, ore 18:30 UTC+3 4ª giornata | Bielorussia | 79 – 62 (24–9, 22–16, 15–27, 18–10) referto | Polonia | Minsk Sports Palace (3.000 spett.) |

| Namur 19 novembre 2016, ore 20:05 UTC+1 5ª giornata | Belgio | 67 – 61 (20–19, 16–15, 17–11, 14–16) referto | Bielorussia | Hall Octave Henry (500 spett.) |

| Wałbrzych 23 novembre 2016, ore 20:15 UTC+1 6ª giornata | Polonia | 61 – 77 (15–27, 25–25, 10–14, 11–11) referto | Belgio | Hala Widowiskowo-Sportowa Aqua Zdrój (1.200 spett.) |

### Gruppo H

#### Classifica
| Pos. | Squadra              | Pt | G | V | P | PF  | PS  | DP  |
| ---- | -------------------- | -- | - | - | - | --- | --- | --- |
| 1.   | Turchia              | 11 | 6 | 5 | 1 | 405 | 333 | +72 |
| 2.   | Israele              | 10 | 6 | 4 | 2 | 411 | 397 | +14 |
| 3.   | Romania              | 8  | 6 | 2 | 4 | 358 | 401 | -43 |
| 4.   | Bosnia ed Erzegovina | 7  | 6 | 1 | 5 | 394 | 437 | -43 |

#### Incontri
| Cluj-Napoca 21 novembre 2015, ore 19:00 UTC+2 1ª giornata | Romania | 67 – 65 (27–17, 18–14, 7–14, 15–20) referto | Bosnia ed Erzegovina | Polyvalent Hall (5.000 spett.) |

| Ankara 21 novembre 2015, ore 20:00 UTC+3 1ª giornata | Turchia | 72 – 53 (20–15, 16–12, 17–14, 19–12) referto | Israele | Ankara Arena (1.689 spett.) |

| Tel Aviv 25 novembre 2015, ore 19:00 UTC+2 2ª giornata | Israele | 77 – 78 (21–20, 21–14, 14–18, 21–26) referto | Romania | Drive in Arena (2.110 spett.) |

| Tuzla 25 novembre 2015, ore 20:00 UTC+1 2ª giornata | Bosnia ed Erzegovina | 50 – 79 (12–19, 11–18, 14–18, 13–24) referto | Turchia | SKPC Mejdan (1.000 spett.) |

| Cluj-Napoca 20 febbraio 2016, ore 19:00 UTC+2 3ª giornata | Romania | 45 – 56 (12–19, 16–10, 12–15, 5–12) referto | Turchia | Polyvalent Hall (6.817 spett.) |

| Tel Aviv 20 febbraio 2016, ore 19:40 UTC+2 3ª giornata | Israele | 76 – 72 (21–24, 17–14, 17–14, 21–20) referto | Bosnia ed Erzegovina | Drive in Arena (1.300 spett.) |

| Tel Aviv 24 febbraio 2016, ore 19:00 UTC+2 4ª giornata | Israele | 63 – 62 (12–26, 23–13, 11–8, 17–15) referto | Turchia | Drive in Arena (1.800 spett.) |

| Tuzla 24 febbraio 2016, ore 19:30 UTC+1 4ª giornata | Bosnia ed Erzegovina | 77 – 63 (15–13, 19–20, 17–8, 26–22) referto | Romania | SKPC Mejdan (1.000 spett.) |

| Ankara 19 novembre 2016, ore 18:00 UTC+3 5ª giornata | Turchia | 72 – 68 (d.1t.s.) (13–19, 16–10, 18–16, 14–16; 11–7) referto | Bosnia ed Erzegovina | Ankara Arena (1.900 spett.) |

| Cluj-Napoca 19 novembre 2016, ore 20:00 UTC+2 5ª giornata | Romania | 51 – 62 (9–18, 8–17, 18–17, 16–10) referto | Israele | Polyvalent Hall (4.250 spett.) |

| Sarajevo 23 novembre 2016, ore 18:00 UTC+1 6ª giornata | Bosnia ed Erzegovina | 62 – 80 (20–19, 20–15, 12–23, 10–23) referto | Israele | KSC Ilidža Gym (250 spett.) |

| Ankara 23 novembre 2016, ore 20:00 UTC+3 6ª giornata | Turchia | 64 – 54 (17–16, 17–11, 10–18, 20–9) referto | Romania | Ankara Arena (4.500 spett.) |

### Gruppo I

#### Classifica
| Pos. | Squadra   | Pt | G | V | P | PF  | PS  | DP   |
| ---- | --------- | -- | - | - | - | --- | --- | ---- |
| 1.   | Spagna    | 8  | 4 | 4 | 0 | 326 | 196 | +130 |
| 2.   | Svezia    | 6  | 4 | 2 | 2 | 250 | 262 | -12  |
| 3.   | Finlandia | 4  | 4 | 0 | 4 | 193 | 311 | -118 |

#### Incontri
| Södertälje 21 novembre 2015, ore 17:00 UTC+1 1ª giornata | Svezia | 52 – 75 (13–22, 11–19, 14–21, 14–13) referto | Spagna | Täljehallen (2.078 spett.) |

| Zamora 25 novembre 2015, ore 20:00 UTC+1 2ª giornata | Spagna | 86 – 45 (20–10, 29–5, 16–17, 21–13) referto | Finlandia | Pabellón de Deportes Ángel Nieto (1.500 spett.) |

| Helsinki 20 febbraio 2016, ore 14:00 UTC+2 3ª giornata | Finlandia | 49 – 59 (14–14, 14–11, 15–18, 6–16) referto | Svezia | Töölö Sports Hall (1.331 spett.) |

| Logroño 24 febbraio 2016, ore 20:00 UTC+1 4ª giornata | Spagna | 93 – 45 (27–12, 22–6, 20–16, 24–11) referto | Svezia | Palacio de los Deportes de La Rioja (3.000 spett.) |

| Helsinki 19 novembre 2016, ore 19:00 UTC+2 5ª giornata | Finlandia | 54 – 72 (21–16, 8–17, 14–19, 11–20) referto | Spagna | Töölö Sports Hall (607 spett.) |

| Luleå 23 novembre 2016, ore 20:00 UTC+1 6ª giornata | Svezia | 94 – 45 (14–7, 19–12, 28–14, 33–12) referto | Finlandia | Pontushallen (1.924 spett.) |

## Ranking 2º posto
Classifica delle migliori seconde squadre.
| ordine | squadra     | punti | G | V | P | PF  | PS  | Diff. | Gruppo |
| ------ | ----------- | ----- | - | - | - | --- | --- | ----- | ------ |
| 1      | Lettonia    | 7     | 4 | 3 | 1 | 280 | 278 | +2    | A      |
| 2      | Grecia      | 6     | 4 | 2 | 2 | 288 | 241 | +47   | F      |
| 3      | Serbia      | 6     | 4 | 2 | 2 | 335 | 289 | +46   | D      |
| 4      | Slovacchia  | 6     | 4 | 2 | 2 | 271 | 228 | +43   | E      |
| 5      | Montenegro  | 6     | 4 | 2 | 2 | 267 | 249 | +18   | C      |
| 6      | Bielorussia | 6     | 4 | 2 | 2 | 272 | 265 | +7    | G      |
| 7      | Israele     | 6     | 4 | 2 | 2 | 255 | 263 | -8    | H      |
| 8      | Svezia      | 6     | 4 | 2 | 2 | 250 | 262 | -12   | I      |
| 9      | Croazia     | 5     | 4 | 1 | 3 | 273 | 296 | -23   | B      |